# Aleksei Aleksandrovich Chubukin
Aleksei Aleksandrovich Chubukin (tiếng Nga: Алексей Александрович Чубукин; sinh ngày 21 tháng 2 năm 1995) là một cầu thủ bóng đá người Nga. Anh thi đấu cho FC Luki-Energiya Velikiye Luki.

## Sự nghiệp câu lạc bộ
Anh có màn ra mắt tại Giải bóng đá chuyên nghiệp quốc gia Nga cho F.K. Zenit Penza vào ngày 20 tháng 7 năm 2016 trong trận đấu với F.K. Arsenal-2 Tula.
Anh thi đấu cho đội một của F.K. Volga Nizhny Novgorod tại Cúp quốc gia Nga.